# Ramiak
Ramiak – element konstrukcyjny skrzydła okiennego lub drzwiowego.
Skrzydło składa się z dwóch ramiaków poziomych i dwóch ramiaków pionowych. Obok ramiaków skrajnych zastosowane mogą być także ramiaki środkowe.